# Plattlummer
Plattlummer (Lycopodium complanatum) är en fridlyst lummerväxt. Dess utseende påminner om en gren ifrån cypress och den har gula sporax. Den förekommer i hela Norden, i Sverige speciellt ifrån Skåne till Uppland men kan även påträffas längre norrut.
Plattlummer förekommer i två underarter i Sverige, dels huvudunderarten vanlig plattlummer (Lycopodium complanatum ssp. coplanatum) och dels underarten finnlummer (Lycopodium complanatum ssp. montelli).

## Taxonomi
Den taxonomiska situationen är något oklar:
- ITIS har slagit fast att arten skall benämnas Lycopodium complanatum L.
- Den nya nordiska floran av Stenberg/Mossberg så listas arten som Diphasiastrum complanatum ssp. complanatum
- Svensk flora: Fanerogamer och ormbunksväxter (28 upplagan) så listas arten som Diphasiastrum complanatum.
- Den virtuella floran listar arten som Lycopodium complanatum L..
- Svenskt dialektlexikon använder namnet Lycopodium complanatum.

## Bygdemål
| Namn               | Trakt                | Källa |
| ------------------ | -------------------- | ----- |
|                    |                      |       |
| Jamna              | Dalarna, Hälsingland | [ 3 ] |
| Jämna              |                      |       |
| Jamn, jämn, jämnen | Västerbotten         | [ 3 ] |
| Kråkfotsris        | Hälsingland          | [ 3 ] |